# Simone Pepe
Simone Pepe (Albano Laziale, Província de Roma, Itàlia, 30 d'agost de 1983) és un exfutbolista italià, que jugava com a migcampista.

## Trajectòria
Pepe va iniciar la seua carrera com futbolista en l'equip juvenil de l'Associazione Sportiva Roma, en el 2001 va passar al Calcio Lecco club amb el qual debutà professionalment i en el qual va disputar 5 partits La temporada següent va ser fitxat pel Teramo Calcio arribant a marcar 11 gols en 31 partits. Les següents campanyes va alternar entre la Sèrie A amb la US Palermo i la Serie B amb el Piacenza Calcio. En el 2006 va arribar a l'Udinese Calcio i eixe mateix any va ser cedit en préstec al Cagliari Calcio amb el qual va disputar 36 partits i va marcar 3 gols. L'any següent va tornar a l'Udinese i després de romandre durant tres temporades amb el club el jugagor seria cedit en préstec amb opció de compra a la Juventus FC.

## Internacional
Ha estat internacional amb la selecció de futbol d'Itàlia en 16 ocasions. debutà l'11 d'octubre de 2008, en una trobada vàlida per les eliminatòries per a la Copa Mundial de Futbol de 2010 davant la selecció de Bulgària que va finalitzar amb marcador de 0-0

## Clubs
| Club            | País   | Año         |
| --------------- | ------ | ----------- |
| Calcio Lecco    | Itàlia | 2001 - 2002 |
| Teramo Calcio   | Itàlia | 2002 - 2003 |
| US Palermo      | Italia | 2003 - 2004 |
| Piacenza Calcio | Itàlia | 2004 - 2005 |
| US Palermo      | Itàlia | 2005 - 2006 |
| Udinese Calcio  | Itàlia | 2006        |
| Cagliari Calcio | Itàlia | 2006 - 2007 |
| Udinese Calcio  | Itàlia | 2007 - 2010 |

## Palmarès

### Campeonatos nacionales
| Títol   | Club       | País   | Any     |
| ------- | ---------- | ------ | ------- |
| Serie B | US Palermo | Itàlia | 2003-04 |